# Hoxfeld
Hoxfeld is een plaats in de Duitse gemeente Borken, Noordrijn-Westfalen en telt ongeveer 1000 inwoners. Het landelijke dorp ligt ten westen van de stad Borken.
Bezienswaardig is het waterslot Haus Pröbsting, een van de oudste in het Münsterland. In 1988 werd het gebouw volledig gerestaureerd.
In de omgeving ligt het recreatiegebied Pröbsting-See met wandelpaden, bootverhuur en een kampeerplaats.
Borkenwirthe/Burlo · Gemen · Grütlohn · Gemenwirthe · Gemenkrückling · Hoxfeld · Hovesath · Marbeck · Rhedebrügge · Weseke · Westenborken